# 大谷場高木線

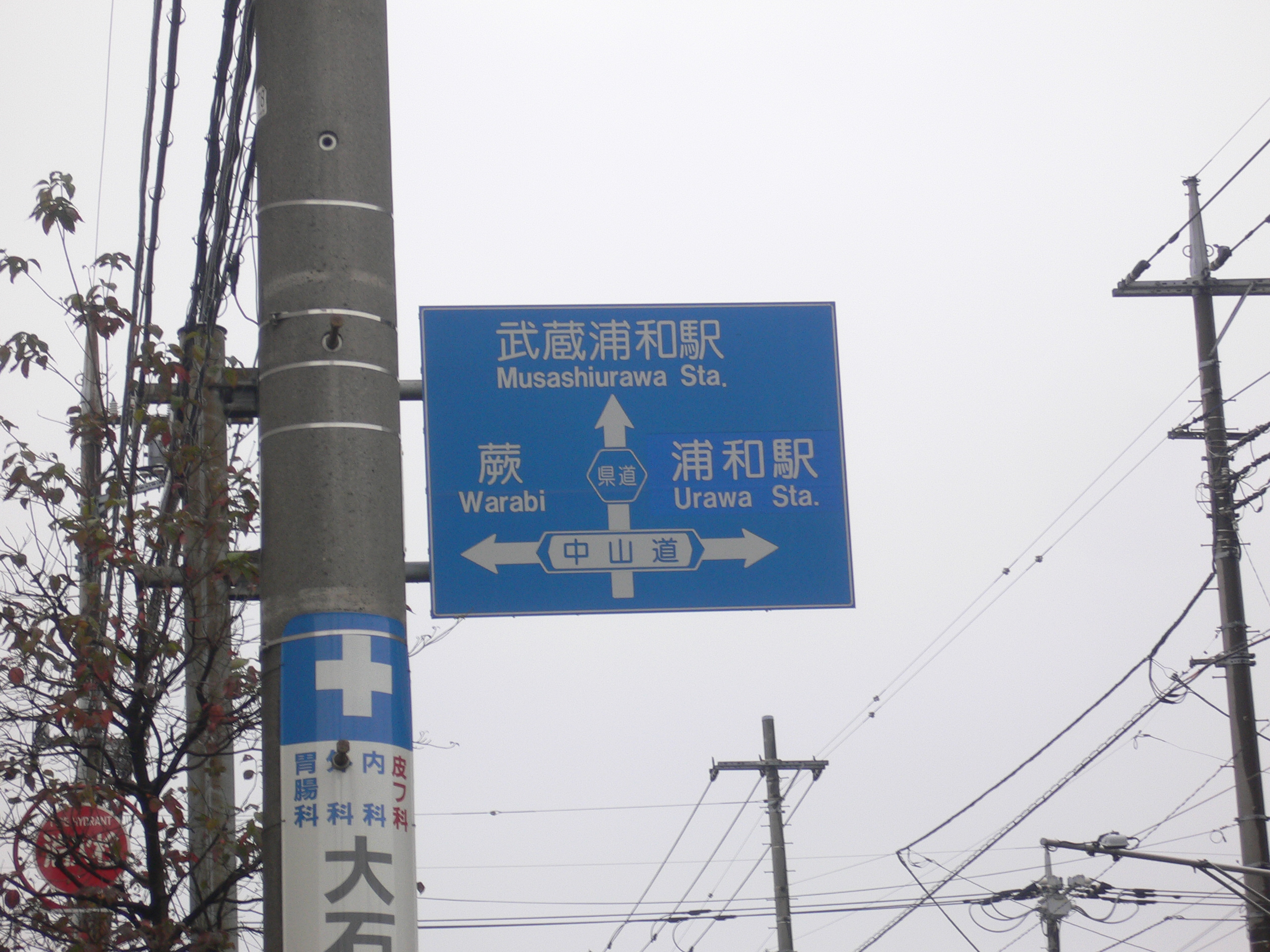
旧中山道交点付近（浦和区神明と南区白幡の境界）の道路標識

大谷場高木線（おおやばたかぎせん）は、埼玉県さいたま市南区より、さいたま市桜区を経て同市西区に至るさいたま市の都市計画道路である。

## 概要
1963年（昭和38年）8月12日に都市計画決定した路線。さいたま市南区大谷場二丁目より国道17号新大宮バイパスまで西に進み、その後向きを北に変えて国道16号西大宮バイパスに至る道路。神明の歩車分離式信号機のある交差点から田島団地前交差点までは「田島通り」と呼ばれている。
南区内は開通済みのほか、西区や桜区内の所々で整備が着手されている。道場三室線計画の一部として、埼玉県道57号さいたま鴻巣線バイパス交点から国道463号浦和所沢バイパス（埼大通り）交点までは4車線で整備され、越谷浦和バイパスまでの一連の国道463号のバイパス道路としての役割を担う予定である。道場三室線(当道路区間を含む)全通後は浦和インターチェンジまで直線的に結ばれる。また、起点から新大宮バイパスまでは武蔵浦和駅周辺に位置し交通量が多いことから4車線で都市計画が決定している。国道17号（中山道）より東側はほぼ完成しており、2車線で供給されている。
一部区間は廃止候補路線に挙げられているが、桜環境センターが2015年に開業し、清掃車などの往来が増えることが予想された。そのため予定道路を廃止し、代わりに、ほぼ同ルートの鴨川堤桜通り（元は鴨川の堤防でガードレールや街灯は少なく、車1台分の狭い道だった）の堤防部分をやや削り2車線化する工事が2014年秋から3区間に区切り開始され、2017年に完了した。2019年3月28日には、桜区栄和六丁目から道場三丁目までの区間が開通し、町谷本太線と接続した。
また、西区の西大宮駅周辺の区画整理事業に伴い、川越線を南北にアンダーパスする道路として整備されているが、それより南の国道463号までの区間は人口が少なく交通量増加が見込めないことや、代替路線の埼玉県道57号さいたま鴻巣線があるため廃止が予定されている。
したがって、大谷場高木線全体で一体的に幹線を形成するような道路となる予定はなく、さいたま市内各所で局所的に、当計画区間に沿って他の計画道路の整備の補助的な役割として活用されることとなっているのが実態である。

## 県道区間
- 埼玉県道213号曲本さいたま線（浦和区神明・南区白幡 旧中山道交点 - 南区沼影 沼影交差点）
- 埼玉県道57号さいたま鴻巣線（桜区道場 新六間道路終点 - 下大久保 下大久保交差点付近）

## 交差する主な道路
※左が起点方向へ向かう車線、右が終点方向へ向かう車線である。
| 交差する道路                                                   | 交差する道路                                      | 交差点名       | 所在地 |
| -------------------------------------------------------------- | ------------------------------------------------- | -------------- | ------ |
| 埼玉県道34号さいたま草加線                                     | 埼玉県道34号さいたま草加線                        |                | 南区   |
| （舟山通り）                                                   |                                                   |                | 南区   |
| （一ツ木通り）                                                 |                                                   |                | 南区   |
|                                                                | （田島通り）                                      |                | 浦和区 |
| 埼玉県道213号曲本さいたま線（旧中山道）                        |                                                   |                | 浦和区 |
| 南区                                                           |                                                   |                |        |
| 国道17号                                                       | 国道17号                                          | 武蔵浦和駅入口 |        |
|                                                                | 埼玉県道213号曲本さいたま線                       | 沼影           |        |
| 埼玉県道79号朝霞蕨線・埼玉県道382号早瀬さいたま線              | 埼玉県道79号朝霞蕨線・埼玉県道382号早瀬さいたま線 | 四谷           |        |
| 国道17号（新大宮バイパス）                                     | 国道17号（新大宮バイパス）                        | 田島団地前     | 桜区   |
| 埼玉県道40号さいたま東村山線・埼玉県道79号朝霞蕨線（志木街道） |                                                   |                | 桜区   |
| 町谷本太線                                                     |                                                   |                | 桜区   |
| 埼玉県道57号さいたま鴻巣線（新六間道路）                       |                                                   |                | 桜区   |
| 道場三室線                                                     |                                                   |                | 桜区   |
| 埼玉県道57号さいたま鴻巣線                                     |                                                   |                | 桜区   |
| 国道463号浦和所沢バイパス（埼大通り）                          |                                                   |                | 桜区   |
| 埼玉県道57号さいたま鴻巣線                                     |                                                   |                | 桜区   |
| 国道16号（西大宮バイパス）                                     | 国道16号（西大宮バイパス）                        |                | 西区   |

## 交差する鉄道・河川
- 京浜東北線（南浦和駅 - 浦和駅間）、宇都宮線・高崎線（赤羽駅 - 浦和駅間）
- 笹目川
- 武蔵野線（武蔵浦和駅 - 南浦和駅間）
- 埼京線（北戸田駅 - 武蔵浦和駅間）
- 東北新幹線（上野駅 - 大宮駅間）
- 武蔵野線（北朝霞駅 - 西浦和駅間）
- 鴨川（諏訪前橋）

## 沿線の主な施設
- さいたま市立岸中学校
- さいたま中央郵便局
- 武蔵浦和駅
- 田島団地
- 桜区役所
- 埼玉大学